# کنتون آلن
کنتون آلن (انگلیسی: Kenton Allen؛ زادهٔ ۱۶ ژوئن ۱۹۶۵) تهیه‌کننده اهل بریتانیا است. وی از سال ۱۹۹۰ میلادی تاکنون مشغول فعالیت بوده‌است.
از فیلم‌ها یا مجموعه‌های تلویزیونی که وی در آن‌ها نقش داشته‌است، می‌توان به فانلند و شش‌لول اشاره نمود.